# Les Voiles écarlates (film)
Pour les articles homonymes, voir Les Voiles écarlates (homonymie).
Pour plus de détails, voir Fiche technique et Distribution.
Les Voiles écarlates (Алые паруса) est un film soviétique réalisé par Alexandre Ptouchko, sorti en 1961. Il s'agit d'une adaptation de la nouvelle éponyme d'Alexandre Grine.

## Synopsis
Après plus d'un an d'absence, le marin Longrine débarque à Lisse, un petit port, et rentre à pied à Kaperna, un petit village de pêcheurs. Arrivé chez lui il est reçu par la voisine, qui depuis trois mois s'occupe de sa fille Assol. Son épouse Mary est morte de pneumonie car n'ayant de quoi nourrir son bébé et ne voulant pas être déshonorée par Menners, l'aubergiste, qui voulait monnayer un emprunt, elle était allée en ville par un temps de chien gager son alliance pour avoir de l'argent.
Désormais Longrine va abandonner la navigation et rester chez lui afin de s'occuper d'Assol. Il va assurer la survie du foyer en fabriquant de petits bateaux en bois qu'il vend à un boutiquier de Lisse. Un soir, alors qu'il rentre à la maison, il ne se porte pas au secours de Menners qui, dans sa barque, est emmené au large par une mer déchaînée. Dorénavant lui et surtout sa fille vont être pris en grippe par les habitants du village.
Ailleurs, dans un château, Arthur, le fils des châtelains donne du fil à retordre à sa mère et à Lionel Gray, son père car il ne supporte pas les contraintes formelles qu'on lui impose avec l'aide de la gouvernante et ne rêve que de voyages, de mer, de pirates avec la complicité de Poldichoque, un ancien marin qui est employé comme caviste, avec l'amitié de Bethsy, une domestique, et de Jim, son soupirant.
Un jour, Assol qui joue dans un bois avec un petit bateau aux voiles rouges, rencontre Aigle, un vieux monsieur qui lui prédit que quand elle sera grande, un navire blanc aux voiles "écarlates" lui apparaîtra. Un jeune homme en descendra et l'emmènera pour vivre avec elle une telle amitié qu'elle ne connaîtra plus la tristesse dans un pays où les étoiles descendront du ciel pour fêter son arrivée. Alors qu'elle raconte cette étrange histoire à son papa, un mendiant qui a tout entendu colporte ce récit à la taverne du village ce qui fait bien rire toutes les personnes présentes.
Au château, l'atmosphère est de plus en plus insupportable et depuis la mort de son épouse, Lionel Gray s'emporte pour un rien. Lorsqu'il veut frapper Bethsy, Arthur qui est maintenant un jeune homme s'interpose. Cela entraîne de telles réactions que le jeune homme décide de quitter le domaine familial: cela lui est d'autant plus facile que son père le chasse. Réalisant ses rêves d'enfant, il apprend donc le dur métier de marin sur le voilier du capitaine Hope en passant par toutes les étapes de l'apprentissage. Rien ne le décourage et le capitaine lui ayant progressivement enseigné tout ce que doit savoir un officier de marine, il lui confie son vaisseau, l'"Anselme", car il est obligé de prendre un congé pour aller se soigner. Quand Hope revient à bord, tout lui confirme qu'Arthur est très capable d'être responsable d'un navire. Il gagne le titre de capitaine et on lui confie "Le Secret", une galiote.
Assol, elle aussi a quelques années de plus et est devenue une ravissante jeune fille qui peut maintenant aider son père à fabriquer des jouets pour les vendre à Lisse. Cette activité la maintient éveillée fort tard dans la nuit et lui permet de penser au jour où apparaîtra le navire blanc aux voiles rouges. Un soir, partie dans la forêt pour exprimer ses émois, elle s'endort au pied d'un pin. Arthur qui avait fait escale non loin de là et qui était allé pêcher avec Letica la découvre endormie et c'est le coup de foudre. Il lui glisse une bague au doigt et retourne à Lisse où il apprend par le fils Menners tout sur les rêves de la jeune fille qu'il présente comme dérangée. Philippe, le charbonnier et confident d'Assol, prenant sa défense lui donne une autre image de la fille de Longrine.
Dès lors Arthur n'hésite plus; il part acheter 2000 mètres de soie rouge pour gréer "Le Secret" et embarque un orchestre sous la direction de Zimmer et de Douce. Quant à Assol, en découvrant la bague, elle comprend que c'est le signe de l'arrivée imminente de son "Prince"...

## Fiche technique
- Titre original : Алые паруса
- Titre français : Les Voiles écarlates.
- Titre anglais : Scarlet Sails.
- Réalisation : Alexandre Ptouchko.
- Scénario : Alexandre Iourovski, Alexeï Nagorny
- Photographie : Guennadi Tsekavy et Victor Iakouchev
- Son : Maria Bliakhina
- Montage : I. Moronov.
- Décorateur de plateau : Alexandre Makarov
- Décors : Levan Chenguelia
- Costumes : Olga Kroutchinina
- Musique : Igor Morozov.
- Chef d'orchestre : S. Sakharov
- Société de production : Mosfilm
- Pays d'origine :  Union soviétique
- Date de sortie : 11 mai 1961
- Format : Couleurs (Sovcolor) - 35 mm - 1,33:1 (Sovscope) - Mono
- Genre : Mélodrame.
- Durée : 88 minutes

## Distribution
- Anastasia Vertinskaïa : Assol Longrine jeune fille
- Vassili Lanovoï : Arthur Gray jeune homme
- Jemma Firsova : la mère d'Arthur
- Pavel Massalski : Lionel Gray, le père d'Arthur
- Alexandre Alexéïev : Pantin, un officier à bord du Secret
- Oleg Anofriev : Letica, un matelot à bord du Secret
- Elena Tcheremchanova : Assol Longrine enfant
- Zoïa Fiodorova : la gouvernante
- Emmotchka Gueller : Zimmer, un violoniste
- Aleksandr Khvylia : le père Menners, aubergiste
- A. Konchakova : Mary, la mère d'Assol
- Sacha Loupenko : Arthur Gray enfant
- Sergueï Martinson : Philippe, un charbonnier
- Evgueni Morgounov : le policier, caporal
- Iouri Motchalov : Atwood, un officier à bord du Secret
- Natalia Orlova : Bethsy, une domestique
- Anna Orotchko : la voisine
- Ivan Pereverzev : Longrine, le père d'Assol
- Sergueï Romodanov : le capitaine Hope de l’Anselme
- Grigori Spiegel : le fils Menners, aubergiste
- Nikolaï Volkov : Aigle, le devin
- Pavel Volkov : Poldichoque, le caviste
- Nina Gouliaïeva
- Victor Kolpakov
- P. Lyzlov
- Daniïl Netrebine
- V. Tyagouchev

## Autour du film
- Le DVD du film est édité par R.U.S.C.I.C.O. avec des sous titres français d'Alexandre Karvovski.
- L'actrice qui incarne Assol jeune fille avait 16 ans au moment du tournage.

- Les renseignements qui suivent sont fournis par Vassili LanovoÏ et par Oleg Anofriev dans les compléments du DVD.

- Le film a été tourné à Yalta sur des quais où ont été construites des allées marchandes avec des boutiques comme celle du drapier, tourné à Koktebel où a été construit de toutes pièces le village de Zurbagan avec son four à charbon, ses maisons, son embarcadère, une taverne et tourné dans une belle pinède dans un parc à Pitsounda.
- Le tournage s'est poursuivi tout l'été et tout l'automne.
- Le bateau était le navire école du collège de la mer de Rostov-sur-le-Don avec ses élèves officiers. Ce vaisseau l' "Alpha" était commandé par le capitaine de frégate Dvorkine qui apparaît dans le film avec de fausses moustaches ajoutées aux siennes.
- Alexandre Ptouchko a exigé et obtenu 2500 mètres de soie de parachute écarlate pour gréer le navire.
- Vassili Lanovoï a suggéré au capitaine Dvorkine d'entrer dans le port de Yalta avec toutes les voiles rouges de l' "Alpha" déployées ce qu'il a accepté. Vers 11 heures du matin quand le navire est entré dans le port, une foule étonnée et enthousiaste s'était massée sur les quais pour profiter du spectacle. Alexandre Ptouchko a confié qu'il avait regretté de ne pas être de la partie et de ne pas en avoir eu l'initiative.